# Македония (Скопие)
Вижте пояснителната страница за други значения на Македония.
„Македония“ е футболен отбор от град Скопие, участвал между 1941 и 1944 година в Държавното първенство по футбол в Царство България.
Отборът е създаден като Граждански (Скопие) (на сръбски: Грађански Скопље). Между 1923 и 1940 година се състезава в Югославската първа лига по футбол. Интерпретация на историята на отбора служи за сценарий на филма „Трето полувреме“ в Северна Македония.

## История

### Граждански (Скопие)
Отборът е създаден през 1923 година и е най-успешният футболен отбор във Вардарска бановина, 17 пъти печели регионалния шампионат в Кралска Югославия, като само през 1934 година не успява да стори това. Играе два сезона в първенството на Югославия. През 1935/36, когато регламентът е с директни елиминации, Граждански отпада на четвъртфинал със Славия (Сараево). През 1938/39, когато регламентът е с мачове на разменено гостуване, тимът завършва на десето място от дванадесет.
След реформа в първенството Граджански играе в шампионата на Сърбия и през 1939/40 се класира пети. През сезон 1940/41 е на осмо място. През 1941 г. Кралска Югославия е разгромена от Нацистка Германия по време на Втората световна война и първенството е прекратено.

### Македония (Скопие)
През април 1941 г. се установява българско управление във Вардарска и Егейска Македония и Западна Тракия (1941 - 1944). На 10 август 1941 година футболните отбори Граждански, ССК, ЖСК, Победа и Юг са обединени в един отбор. На общо събрание на гражданите на Скопие е решено новият отбор да се казва Македония (Скопие), а за председател на отбора е избран индустриалецът Димче Хаджитанов. Председател на футболния клуб е Димитър Чкатров.
Отборът играе само приятелски мачове, преди през септември да се включи в Първенство на България по футбол 1941 година от спортна област „Новоосвободени земи“. В Скопие побеждава Спортклуб (Пловдив) с 2:1, но в ревашна губи служебно с 0:3. В турнира за Царската купа Македония побеждава Левски (Дупница) с 3:1 и разгромява Парчевич (Пловдив) с 12:2. На полуфиналите скопяни отпадат от Напредък (Русе) след поражение с 0:1.
За сезон 1941/42 Македония е включен в Софийската елитна дивизия. Отборът бързо се утвърждава като един от най-добрите в страната и завършва втори в първенството на София, оставайки само на точка от Левски (София). Мачовете със „сините“ се радват на огромен интерес. Първият мач се играе в Скопие, при резултат 2:1 се стига до спор и Македония (Скопие) губи служебно с 0:3. Вторият мач в София завършва 2:2.
На държавното първенство Македония (Скопие) почива в първи кръг, след това отстранява последователно Спортклуб (Пловдив) с 2:0, ЖСК (София) с 3:1 и 3:0, бие Славия (София) с 5:1 и губи с 0:3. На финала среща Левски (София), от който губи с 0:2 и с 0:1. В тези мачове отборът на Македония (Скопие) се състои от вратаря Васил Дилев, защитника Слободан (Богдан) Видов, Живко Недков, Драган Геров, капитана Благой Симеонов, халфа Стоян Богоев – Гайда, Трайче Серафимов, нападателите Драган Луков – Аджията, Светозар (Тодор) Атанасков, Яне Янев, нападателя Кирил Симеонов, Саво Цветков. Треньор на отбора е Илеш Шпиц, седем футболисти от „Македония“ записват мачове за националния отбор на България.
През сезон 1942/43 скопяни отново са в Софийската елитна дивзиия. „Македония“ се класира на трета позиция, като остава на 4 точки от софийските Левски и Славия. Тимът се класира за Първенството на България по футбол 1943, но не излиза за мачовете си с ЖСК (София) поради протест, че и двата мача са определени да се играят в София. Така на „Македония“ са присъдени 2 служебни загуби.
За следващия сезон 1943/44 е решено създаването на Скопска футболна област, като Македония заиграва в нея. Отборът демонстрира класата си с разгромни победи като 10:1 над „Свобода“ и 8:0 над „Вардар“. През ноември 1943 г. Македония играе приятелски мач срещу Левски, посветен на юбилея на вратаря на „сините“ Ради Мазников. В него скопският тим побеждава с 1:0. В Първенството на България по футбол 1944 Македония (Скопие) участва от „Скопската футболна област“ заедно с ЖСК (Скопие), който побеждава на осминафинал. Четвъртфиналът обаче не е игран поради военните събития от същата година.
След 9 септември 1944 г. Македония се връща във футболната система на Югославия. Печели две титли на Съюзна република Македония през 1945 и 1947 г. и остава на второ място през 1946 г. след Победа (Скопие).
През 1947 година отборите на Македония (Скопие) и Победа (Скопие) са обединени във Вардар (Скопие).

## Национали на България от Македония (Скопие)
- Благой Симеонов: 1935/44
- Тодор Атанасков: 1935/44
- Стоян Богоев: 1938/44
- Джино Симеонов: 1938/44
- Богдан Видов: 1938/44
- Драган Луков: 1938/44
- Яне Янев: 1938/44